# Harry Whittier Frees

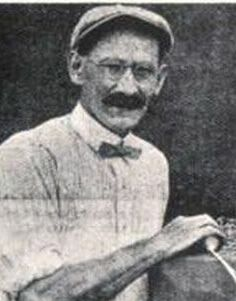
Harry W. Frees

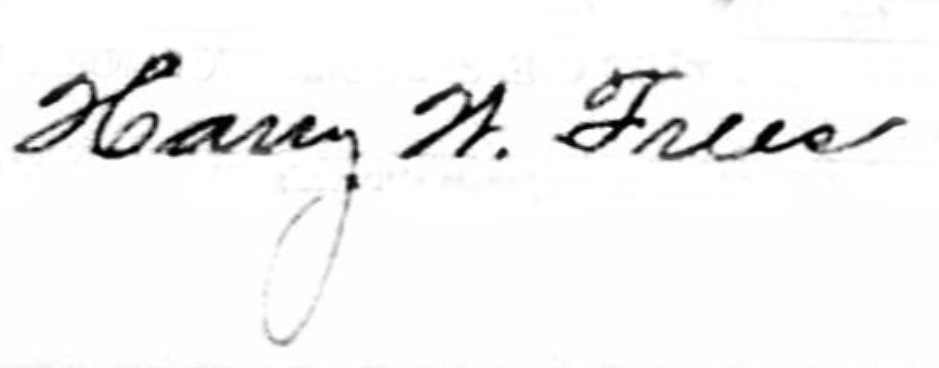

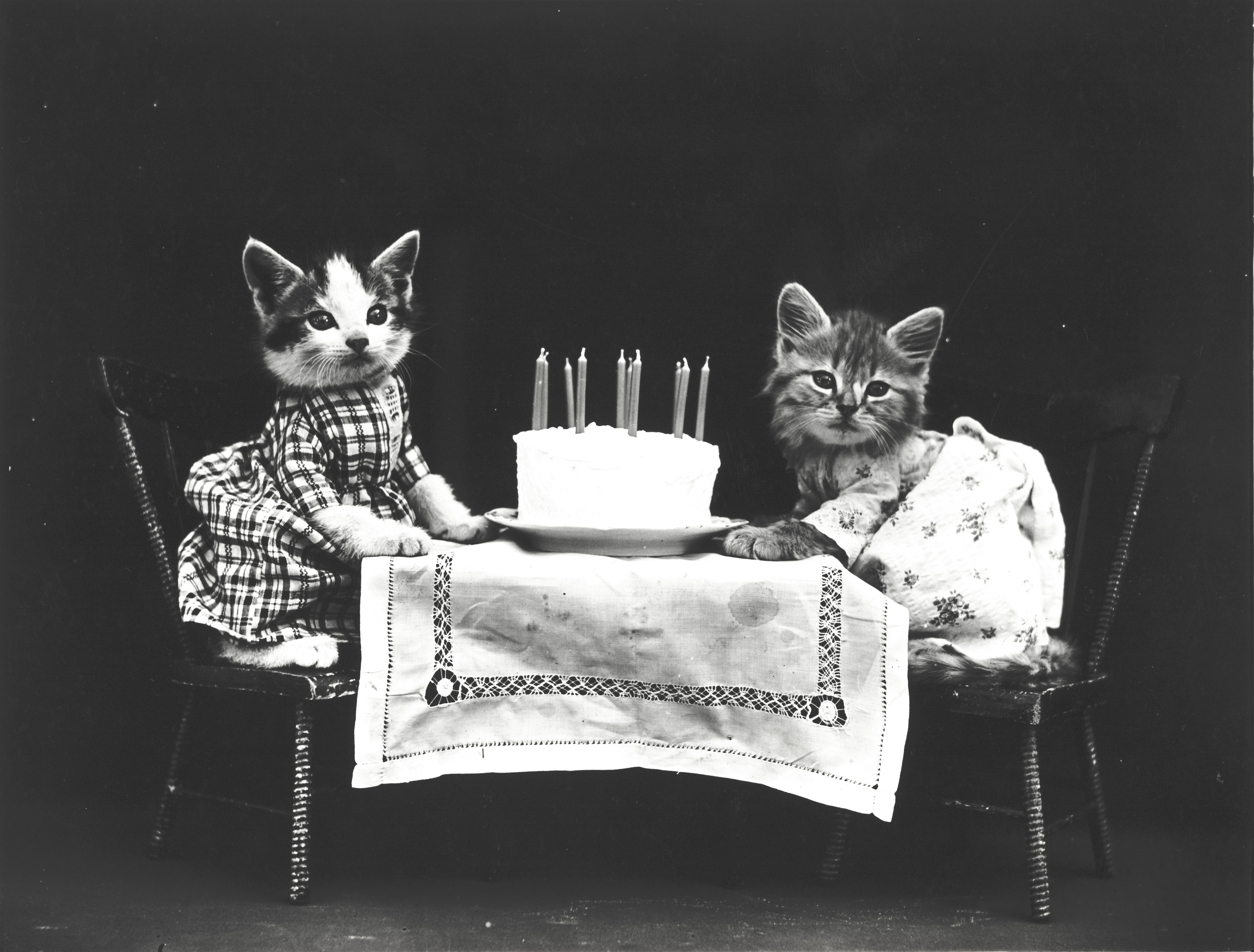
Fotografie von Frees, 1914

Harry Whittier Frees (geb. 8. Juni 1879 in Reading, Pennsylvania, Vereinigte Staaten; gest. 16. März 1953 in Clearwater, Florida, Vereinigte Staaten) war ein amerikanischer Fotograf und Schriftsteller, der Scherzpostkarten, Zeitschriften und Kinderbücher mit seinen Fotos mit posierenden Tieren gestaltete.
Frees Vater war Sattler. Seine Mutter war Hausfrau und kümmerte sich um Frees und seinen älteren Bruder.
Frees begann 1906 beruflich zu fotografieren. Der Auslöser war ein Ereignis auf einer Familiengeburtstagsfeier. Die Leute reichten einen Papierhut herum und probierten ihn an. Jemand setzte ihn der Familienkatze auf und Frees machte ein Foto. Einem Postkartenhersteller gefiel die Aufnahme so gut, dass er sie verwendete und das Bild wurde sofort ein Erfolg. der Postkartenverlag bestellte mehrere weitere ähnliche Fotos bei ihm. Er kleidete weiter Tiere an und stellte sie in menschlichen Situationen mit Requisiten dar, oft mit Bildunterschriften. Anfangs wurden die meisten Tierbekleidungsstücke und Accessoires von Frees‘ Mutter entworfen und hergestellt.
Frees wies stets alle Vorwürfe der Tierquälerei in seinen Fotos zurück. Er erklärte, dass seine Fotos nur aufgrund der „rücksichtsvollen, unermüdlichen Freundlichkeit“ des Fotografen möglich wurden. Er arbeitete nur drei Monate im Jahr, da die Herstellung der Bilder sehr anstrengend war.
Frees nahm die Tiere zum Fotografieren von Nachbarn, Züchtern und Zoohandlungen mit. Die Tiere durften nicht älter als drei Monate sein; die meisten von Frees‘ Modellen waren zwischen sechs und zehn Wochen alt.
Bewegliche Gegenstände wurden verwendet, um die Aufmerksamkeit der Kätzchen zu erregen. Frees musste den Aufnahmeort frei von Fliegen halten, damit diese die Kätzchen nicht ablenkten. Da Hunde auf Geräusche reagierten, war es notwendig, bellende Hunde vom Aufnahmeort zu fernzuhalten. Frees brachte die Tiere mit steifen Kostümen, Stecknadeln und Gabeln in Position. Er verwendete Belichtungen von einer Fünftelsekunde, sodass ⅔ der Aufnahmen verworfen werden mussten. Am geeignetsten für die Fotografie waren Kaninchen. Diese konnten eine ganze Minute lang sitzen, ohne ihre Pose zu ändern, aber laut Frees waren sie in vielen menschlichen Rollen nicht befriedigend. Hundewelpen waren schwieriger zu fotografieren als Kätzchen, aber die am schwierigsten zu fotografierenden Motive waren Schweine – laut Frees schlossen sie beim Fotografieren nur die Augen und quietschten.
Über die Wahl der Katzen für seine Fotos sagt Frees in seinem Buch Animal Land on the Air:

„Kaninchen lassen sich am einfachsten im Kostüm fotografieren, aber sie sind nicht in der Lage, viele ‚menschliche‘ Rollen zu übernehmen. Hundewelpen sind, wenn man sie richtig versteht, sehr umgänglich, aber das Kätzchen ist der vielseitigste Tierdarsteller und besitzt die größte Anziehungskraft.“

Es wird vermutet, dass Frees die fotografischen Illustrationen für das pädagogische Kinderbuch Kittens and Cats: A First Reader ‚Kätzchen und Katzen: Ein erstes Lesebuch‘ der Kinderbuchautorin Eulalie Osgood Grover aus dem Jahr 1911 unentgeltlichen zur Verfügung gestellt hat.
Seine Tierbilder können als Vorläufer der modernen Lolcats angesehen werden. Später schrieb er auch Kinderbücher.
Der stark sehbeeinträchtigte Frees blieb alleinstehend und verbrachte einen Großteil seines Lebens damit, seine Eltern zu pflegen. Nach deren Tod Anfang der 1940er Jahre zog er nach Clearwater, Florida. Frees verarmte und tötete sich 1953 selbst, nachdem bei ihm Krebs diagnostiziert worden war. Er wurde in einem nicht gekennzeichneten Grab beigesetzt.
Zwei Jahrzehnte später entdeckte die britische Postkartensammlerin Anne R. Bradford den Schatz der Tierpostkarten von Frees. Sie schrieb zwei Bücher über den Fotografen und kaufte von dem Gewinn einen Grabstein.

## Werke
- Harry Whittier Frees. The Little Folks of Animal Land. — Lothrop, Lee & Shepard Co., 1915.
- Harry Whittier Frees. The Sandman: His Kittycat Stories. — Boston: The Page Co., 1917.
- Harry Whittier Frees. The Animal Mother Goose. — Boston: Lothrop, Lee & Shepard Co., 1921.
- Harry Whittier Frees. Animal Land on the Air. — Boston: Lothrop, Lee & Shepard Co., 1929.
- Harry Whittier Frees. Four Little Kittens. — Chicago: Rand McNally & Co., 1934.
- Harry Whittier Frees. Four Little Bunnies. — Chicago: Rand McNally & Co., 1935.
- Harry Whittier Frees. Four Little Puppies. — Chicago: Rand McNally & Co., 1936.
- Harry Whittier Frees. Toodles and Her Friends. — Chicago: Rand McNally & Co., 1936.
- Harry Whittier Frees. Whiskers. — Chicago: Rand McNally & Co., 1937.
- Harry Whittier Frees. The Story of Bill Bunny. — Chicago: Rand McNally & Co., 1937.
- Harry Whittier Frees. More about the Four Little Kittens. — Chicago: Rand McNally & Co., 1938.
- Harry Whittier Frees. Four Little Kittens' Christmas. — Chicago: Rand McNally & Co., 1939.